# Battaglia di Núi Bop
La battaglia di Núi Bop (3-4 gennaio 1885) fu una vittoria francese durante la guerra franco-cinese. La battaglia fu combattuta per allontanare le forze cinesi dalla base avanzata francese di Chũ e fu un presupposto essenziale della campagna di Lạng Sơn del febbraio 1885.

## Contesto
Alla fine di settembre del 1884, grandi distaccamenti dell'Esercito del Guangxi avanzarono da Lạng Sơn e scesero lungo la valle del fiume Luc Nam, palesamdo la loro presenza il 2 ottobre 1844 con un'imboscata alle cannoniere fluviali della Flottiglia del Tonchino Hache e Massue. Il generale Louis Brière de l'Isle, comandante in capo francese, rispose immediatamente, trasportando quasi 3000 soldati francesi nella valle del Luc Nam a bordo di una flotta di cannoniere e attaccando i distaccamenti cinesi prima che potessero concentrarsi. Nella campagna di Kép, tra il 2 e il 15 ottobre 1884, tre colonne francesi al comando del generale François de Négrier affrontarono i distaccamenti dell'Esercito del Guangxi e li sconfissero successivamente negli scontri di Lam (6 ottobre 1884), Kép (8 ottobre 1884) e Chũ (10 ottobre 1884).
Sulla scia di queste vittorie francesi, i cinesi ripiegarono su Bắc Lệ e Dong Song, mentre de Négrier stabilì a Kép e Chũ importanti posizioni avanzate, che minacciavano la base dell'Esercito del Guangxi a Lạng Sơn. Chũ si trovava a poche miglia a sud-ovest delle postazioni avanzate dell'Esercito del Guangxi a Dong Song e il 16 dicembre 1884 un forte distaccamento di incursori cinesi tese un'imboscata a due compagnie della Legione straniera a Ha Ho, a est di Chũ. I legionari riuscirono a uscire dall'accerchiamento cinese, ma subirono numerose perdite e dovettero abbandonare i loro morti sul campo di battaglia. De Négrier portò immediatamente dei rinforzi e inseguì i cinesi, ma gli incursori cinesi riuscirono a ritirarsi a Dong Song.
Anche se l'Esercito del Guangxi era stato costretto a ritirarsi nelle battaglie di ottobre, i suoi comandanti non avevano perso la speranza di penetrare nel Delta del Fiume Rosso. Spinti in parte dalla fame e in parte dalla consapevolezza che i francesi prima o poi avrebbero attaccato Lạng Sơn, i cinesi rinnovarono nel dicembre del 1884 i loro sforzi per conquistare un punto d'appoggio nella valle del Luc Nam. L'azione ad Ha Ho fu solo il primo segnale di una mossa più importante. Una settimana dopo questo scontro, una forza di 12000 soldati dell'Esercito del Guangxi occupò la caratteristica collina conica di Núi Bop, 18 km a est di Chũ, e iniziò ad apprestare un grande campo fortificato. Le forze cinesi erano al comando di uno dei generali più competenti dell'Esercito del Guangxi, Wang Debang, che nel giugno 1884 aveva sconfitto una colonna francese nell'imboscata di Bắc Lệ.
I soldati cinesi, affamati, saccheggiarono tutti i villaggi della zona in cerca di cibo, guadagnandosi l'odio e il risentimento dei contadini tonchinesi. Il 23 dicembre 1884 gli abitanti di Liên Sơn si recarono al quartier generale francese di Chũ e avvisarono il tenente colonnello Donnier della presenza di una grande forza cinese intorno a Núi Bop.
I francesi non potevano permettere che una forza di 12000 cinesi rimanesse a Núi Bop, in quanto era troppo vicina alla loro base principale di Chũ e avrebbe minacciato il fianco del corpo di spedizione che si prevedeva di invaire a Lạng Sơn. Brière de l'Isle rinforzò la guarnigione di Chũ alla fine di dicembre e all'inizio del gennaio del 1885 de Négrier ricevette l'ordine di passare all'offensiva contro i cinesi.
La colonna di De Négrier era composta dalla 1ª e dalla 2ª brigata del Corpo di spedizione del Tonchino. Comprendeva un battaglione di fanteria di marina al comando dello chef de bataillon Mahias, il battaglione di turcos di de Mibielle e due compagnie di fucilieri tonchinesi. La colonna comprendeva anche il 111º e il 143º battaglione di linea e le batterie di Jourdy e de Saxcé.

## La battaglia

### 3 gennaio

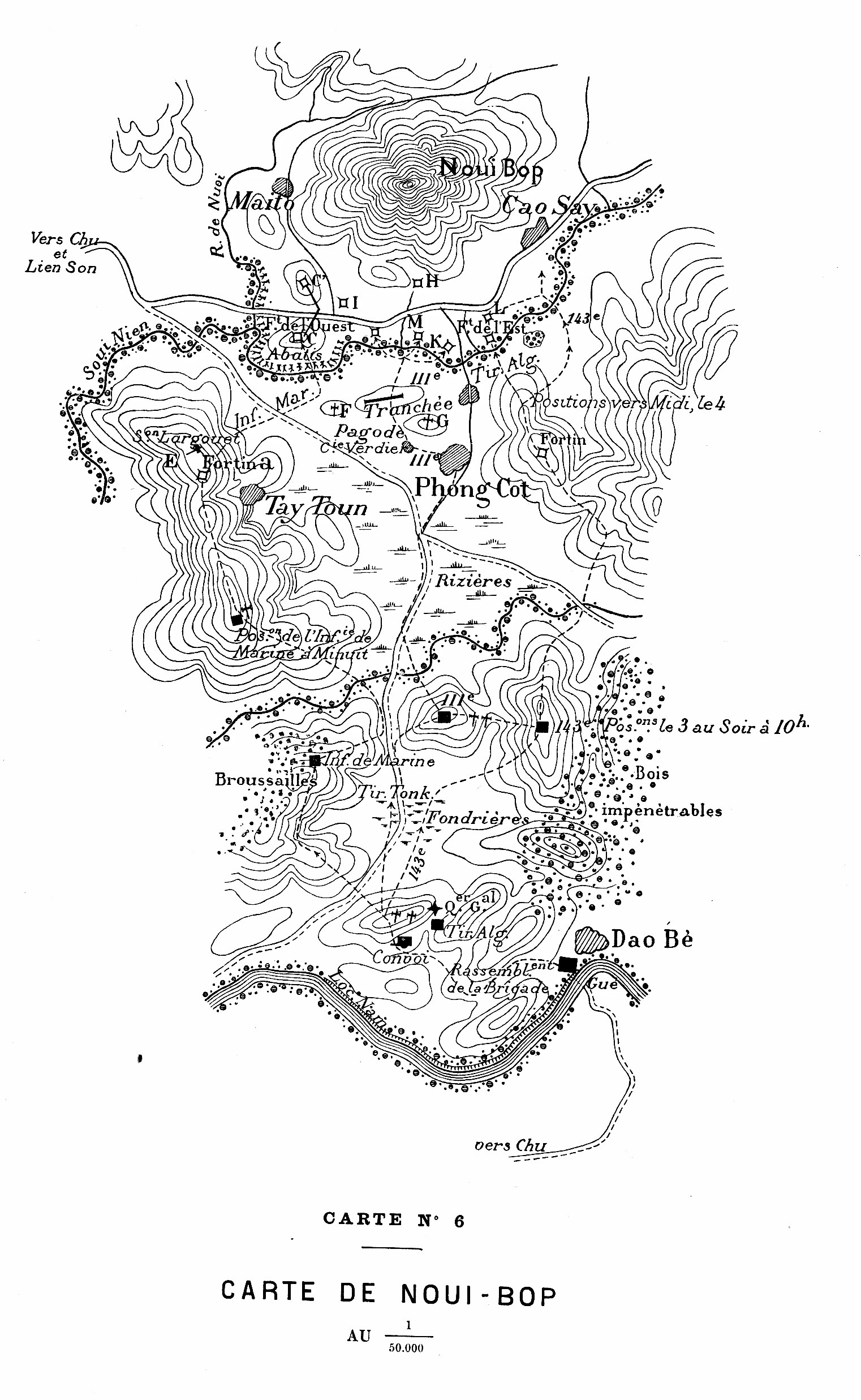
Mappa della battaglia di Núi Bop

Invece di marciare direttamente a est da Chũ per attaccare frontalmente i cinesi, de Négrier decise di attraversare il fiume Luc Nam portandosi sulla sua riva meridionale e di effettuare un'ampia marcia sul fianco per colpire la sinistra cinese. Per distogliere l'attenzione del nemico mentre la sua colonna principale effettuava la marcia sul fianco, il battaglione della Legione dello chef de bataillon Diguet, a Chũ, avrebbe fatto un'azione diversiva contro il fronte cinese.
La colonna partì da Chũ alle 6:00 del mattino del 3 gennaio 1885. Il comandante Mahias guidò l'avanguardia, composta dal suo battaglione di fanteria di marina, dalla batteria di Jourdy e dai fucilieri tonchinesi, mentre il tenente colonnello Paul-Gustave Herbinger guidò il corpo principale (gli altri tre battaglioni di fanteria e la batteria di de Saxcé). Una piccola retroguardia proteggeva il treno dei bagagli. Dopo una breve marcia, la colonna raggiunse il guado di Kao Ka e attraversò il Luc Nam, portandosi sulla riva meridionale. L'attraversamento fu completato entro le 8:00 e la colonna marciò verso est fino al guado di Dao Be. Ai francesi era stato detto che il guado poteva essere attraversato facilmente, ma scoprirono che a Dao Be la riva settentrionale del fiume Luc Nam era alta più di tre metri e quasi a picco. La traversata durò tre ore. Solo alle 16:00 il corpo principale della colonna poté riprendere la marcia.
Mentre la traversata era ancora in corso, de Négrier mandò avanti Mahias con l'avanguardia. Mahias si spinse lungo il sentiero per Phong Cot e alle 16:15 riferì che il nemico era in vista. A meno di un miglio di distanza, una lunga linea di fanteria cinese era disposta sul fondo e sui fianchi della valle di Phong Cot. Di fronte a questa forza, gruppi di fanteria leggera erano avanzati fino a 800 metri dal Luc Nam per occupare un bosco. La colonna francese era stata avvistata mentre guadava il fiume e il ritardo nel completare l'attraversamento aveva dato ai cinesi il tempo necessario per prepararsi all'attacco. De Négrier non era riuscito a ottenere la sorpresa che aveva sperato.
La colonna francese avanzò verso il nemico disposta in tre linee. La prima linea era composta dal battaglione di Mahias, dai fucilieri tonchinesi e dalla batteria di Jourdy. La seconda linea conteneva i battaglioni di linea 111º e 143º e la batteria di de Saxcé. Il 3º battaglione di fucilieri algerini di de Mibielle formava la terza linea. L'artiglieria francese prese posizione su una collina a destra del sentiero e aprì il fuoco sulla fanteria leggera cinesi, mentre de Négrier dava gli ordini per l'attacco. La fanteria di marina ricevette l'ordine di attaccare frontalmente il bosco, mentre il 143º battaglione doveva salire sulle colline a destra per porsi sul fianco delle posizioni nemiche e respingere l'ala sinistra cinese nella valle di Phong Cot. Il 111º battaglione e gli algerini di de Mibielle sarebbero rimasti in riserva vicino all'artiglieria.
Mahias scacciò abbastanza facilmente la fanteria leggera cinese dal bosco. Schierò tre delle quattro compagnie del suo battaglione per attaccare il bosco sia frontalmente che di fianco, tenendo la quarta compagnia in riserva. Nel frattempo, i fucilieri tonchinesi presero posizione alla sua destra per garantire il collegamento della fanteria di marina con il 143º battaglione. I cinesi ripiegarono rapidamente e riformarono le loro linee su una piccola collina alle spalle del bosco.
Il capitano Salles, la cui compagnia aveva appena contribuito a liberare il bosco, si spinse avanti e cacciò il nemico dalla collina. Questa azione portò Salles ben oltre le altre tre compagnie del suo battaglione. La sua compagnia si trovò quindi sotto una pioggia di fucileria proveniente dalle alture su entrambi i lati della valle di Phong Cot, che erano tenute da forti forze cinesi di fiancheggiamento. Per sganciare la compagnia di Salles fu necessario che l'artiglieria cambiasse bersaglio, mentre il resto del battaglione di Mahias e il 143º battaglione attaccavano su entrambi i lati per respingere le ali nemiche. Salles ritirò i suoi uomini nel bosco e il battaglione di fanteria marina si raggruppò e consolidò il controllo del terreno conquistato.
Il 143º battaglione di linea di Farret sferrò ora il proprio attacco alla destra del nemico, con due compagnie in prima linea e due di riserva. L'avanzata fu difficile, poiché i cinesi mantenevano ostinatamente le loro posizioni, ma alla fine il battaglione stabilì una postazione sull'altura vicino alle posizioni nemiche. Il suo movimento verso destra aveva però creato un buco nel centro della linea francese, e un'unità cinese avanzò in questo varco per contrattaccare. Il tenente Desloge, con una delle due compagnie di riserva del 143º battaglione, respinse il contrattacco e si spinse sulle alture per sostenere l'attacco principale.
I soldati cinesi che affrontarono gli uomini di de Négrier in questa parte del campo indossavano un caratteristico rivestimento di materiale fulvo con strisce nere sulla testa e sulle spalle. Si trattava, come fu detto in seguito ai francesi, del Reggimento Imperiale Tigre, un'unità delle Bandiere gialle composta interamente da tartari. Mentre Desloge e il suo manipolo di uomini si avvicinavano a loro, le Tigri, in preda al panico, lanciarono una raffica ravvicinata. Spararono in alto e mancarono completamente il bersaglio. Prima che i francesi potessero raggiungerli con le loro baionette, spezzarono le file e scapparono, lasciandosi dietro i loro morti. Abbandonarono anche il loro stendardo reggimentale, una magnifica bandiera di seta gialla ricamata in oro.
Le unità francesi di punta proseguirono e allontanarono i cinesi dalle colline intorno a Phong Cot, mentre il resto della colonna di de Négrier proseguiva l'attraversamento del Luc Nam. I cinesi fecero un timido tentativo di attaccare il 143º battaglione, ma le loro truppe furono respinte. Al tramonto l'intera colonna francese era al di là del fiume e in posizione a sud di Phong Cot.
De Négrier riteneva che i cinesi fossero demoralizzati ed era ansioso di impadronirsi di Phong Cot prima che potessero riorganizzarsi. Di conseguenza, poco prima di mezzanotte, ordinò a Herbinger di avanzare e occupare il villaggio. La conquista francese delle colline vicine aveva reso i villaggio indifendibile e i cinesi lo avevano evacuato con il favore delle tenebre. Herbinger non incontrò resistenza e ordinò al 111º battaglione di Faure di presidiare il villaggio. Faure collocò tre delle quattro compagnie del battaglione all'interno di Phong Cot e la compagnia di Verdier in una posizione avanzata al di là di esso.

### 4 gennaio

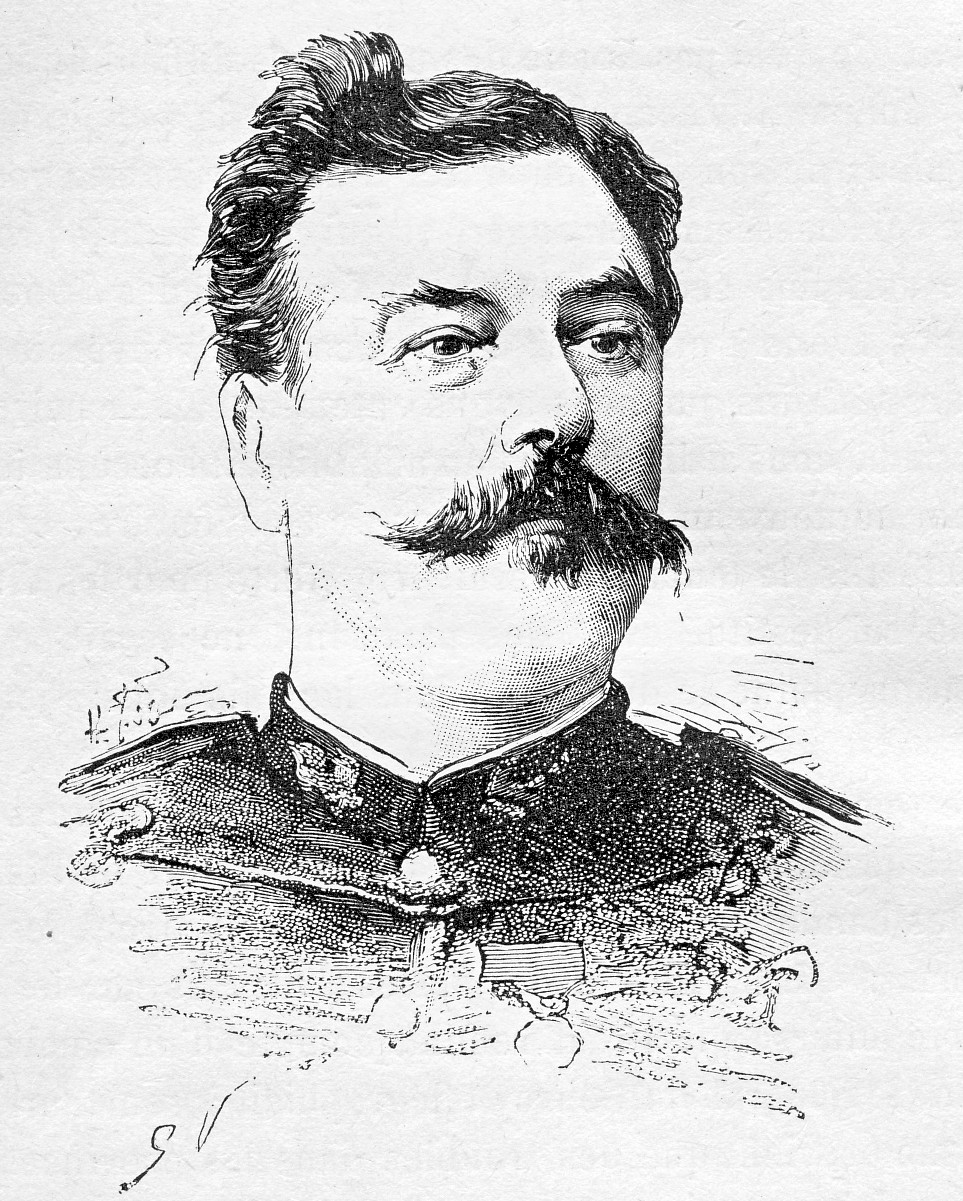
Il capitano Tailland, menzionato nei dispacci per il suo coraggio e la sua iniziativa a Núi Bop

Poco prima dell'alba del 4 gennaio 1885 i cinesi sferrarono un furioso contrattacco nel tentativo di riconquistare Phong Cot. L'attacco fu sostenuto dall'artiglieria cinese del Forte Occidentale. In pochi minuti gli attaccanti avevano circondato la compagnia di Verdier nella sua posizione avanzata e isolata. Mentre la sua compagnia cercava di difendersi con il fuoco dei fucili a distanza ravvicinata, Verdier ordinò a uno dei suoi uomini di cercare di farsi strada attraverso le linee cinesi per tornare a Phong Cot e chiedere aiuto. Un giovane soldato semplice di nome Meffret si insinuò cautamente tra le linee cinesi nell'oscurità della notte e raggiunse Phong Cot, dove consegnò il messaggio di Verdier al tenente colonnello Herbinger.
Herbinger, forse credendo che Meffret stesse esagerando il pericolo, rispose inviando da Phong Cot una sola sezione del 111º battaglione, appena dieci uomini. Fortunatamente per Verdier, sul campo c'erano altri ufficiali in grado di comprendere meglio la gravità della situazione. Il capitano Tailland, la cui compagnia di fanteria di marina era appostata su una collina a ovest di Phong Cot, capì che la compagnia di Verdier sarebbe stata annientata se non fosse stata soccorsa immediatamente. Senza aspettare ordini, condusse i suoi uomini in aiuto. Ormai gli uomini di Verdier erano talmente pressati dai cinesi che il loro capitano ordinò di caricare per respingerli. Anche se Verdier fu ferito mentre guidava i suoi uomini all'attacco, il suo audace affondo colse i cinesi completamente di sorpresa. Mentre i cinesi indietreggiavano e si riorganizzavano, i marsouin di Tailland si avvicinarono al fianco sinistro di Verdier e si misero in linea con gli uomini di Verdier. Le due compagnie francesi ripresero fiato, riformarono le file, contrattaccarono e respinsero i cinesi. Verdier e Tailland furono entrambi menzionati nei dispacci per il loro coraggio e la loro iniziativa.
I cinesi non tentarono di riprendere l'offensiva. De Négrier si spinse sulle alture occupate dalla fanteria di marina e perlustrò le posizioni cinesi. La principale linea di difesa cinese consisteva in una trincea tra Phong Cot e il fiume Siou Nien, che proteggeva la strada che andava da Liên Sơn a Cao Say. Questa trincea era fiancheggiata su entrambi i lati da due forti su terreno elevato (il Forte Occidentale e il Forte Orientale). Dietro il fiume Siou Nien, sulle pendici inferiori del massiccio di Núi Bop, si trovavano diversi forti cinesi.

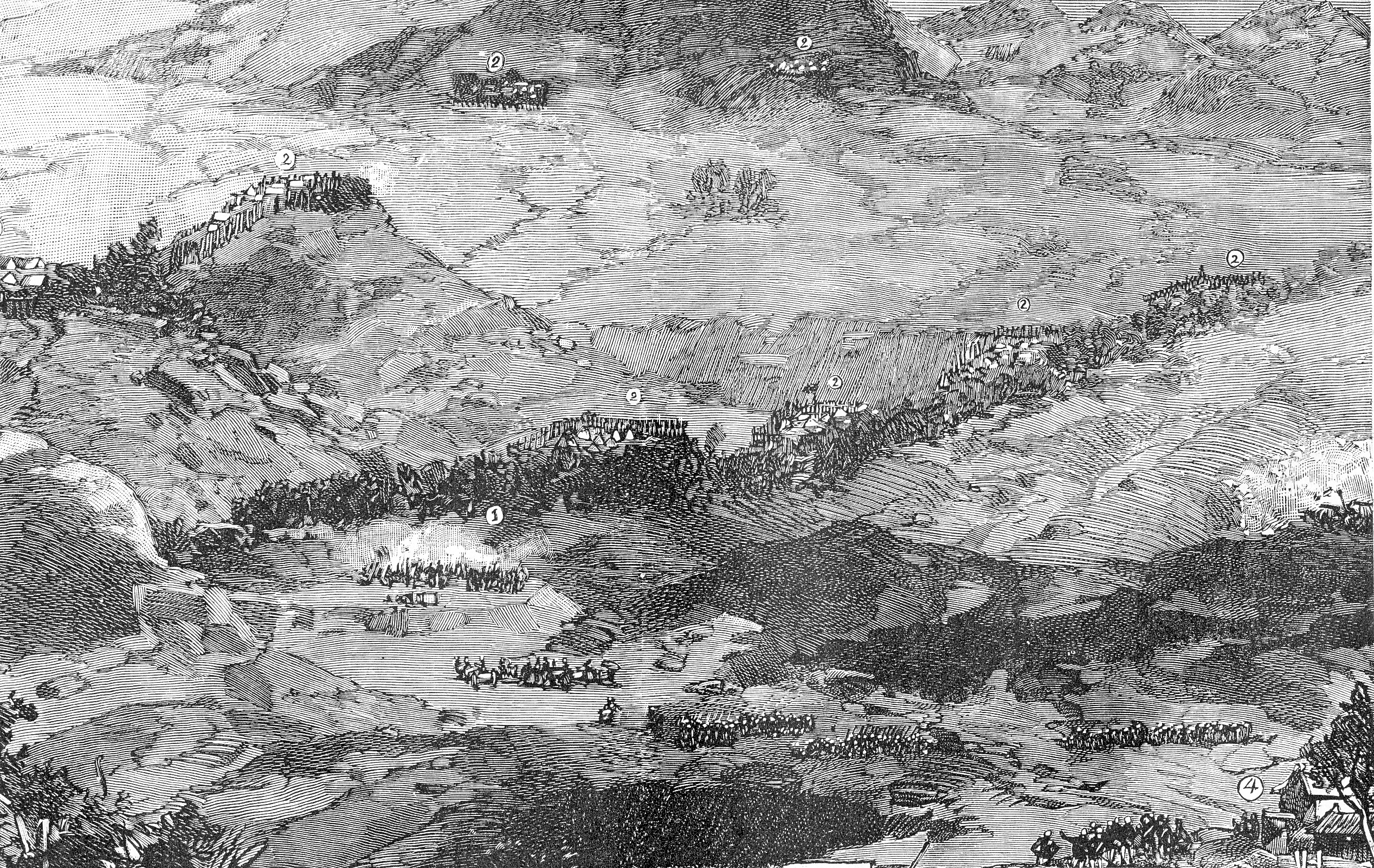
Vista dalle posizioni francesi verso i forti cinesi di Núi Bop,

Durante la mattina del 4 gennaio 1885, de Négrier diresse diversi attacchi francesi che respinsero il nemico da tutte le sue posizioni. Il primo obiettivo fu un forte su una collina dietro il villaggio di Tay Toun, non lontano dalle posizioni della fanteria di marina. Il battaglione di Mahias attaccò e prese questo forte senza grandi difficoltà. Alla sua destra il 111º battaglione, approfittando della confusione nelle file cinesi causata dal contrattacco di Verdier, avanzò verso le principali posizioni cinesi. Il battaglione caricò alla baionettala trincea cinese, scacciando i difensori con facilità. Il plotone del tenente de Colomb, preso dalla foga, si spinse verso una ridotta cinese difesa da diverse centinaia di uomini. Se avesse tentato di caricare questa posizione sarebbe stato senza dubbio respinto con gravi perdite, ma il fiume era troppo profondo per essere attraversato in questo punto e il plotone fu costretto a fermare la sua avanzata.
Nel frattempo, il 143º battaglione e i fucilieri algerini ricevettero l'ordine di girare intorno alla sinistra del nemico. L'artiglieria francese colpì duramente le posizioni nemiche prese sul fianco, poiché queste erano rivolte a sud, verso Chũ. Alle 11:15 l'intero campo trincerato era in mano francese. I francesi si impossessarono di due batterie di artiglieria Krupp abbandonate e di grandi quantità di fucili, vestiti, tende e cibo. Furono prese anche diverse bandiere di battaglia cinesi e un certo numero di muli e cavalli.

## Conseguenze
Le perdite francesi a Núi Bop furono relativamente moderate: 19 morti e 65 feriti. Tra i feriti francesi vi erano tre ufficiali, il capitano Verdier e il tenente Simoni del 111º battaglione di linea e il sottotenente Larribe dei fucilieri tonchinesi.
I cinesi abbandonarono 600 cadaveri nella loro ritirata, e il totale delle loro perdite dovette essere molto più alto. I francesi setacciarono il campo di battaglia nel pomeriggio del 4 gennaio 1885 e uccisero con colpi di pistola alla testa tutti i soldati cinesi feriti che riuscirono a trovare. In questo modo furono uccise diverse decine di soldati cinesi.
Alcuni soldati cinesi non feriti furono fatti prigionieri dai francesi a Núi Bop e successivamente interrogati in quanto a conoscenza dell'ordine di battaglia dell'Esercito del Guangxi. Questi uomini furono rilasciati alla fine della guerra con piccole mance.

## Ordine del giorno
Il 5 gennaio 1885 il generale Brière de l'Isle emanò il seguente ordine del giorno per commemorare la vittoria a Núi Bop:

## Significato

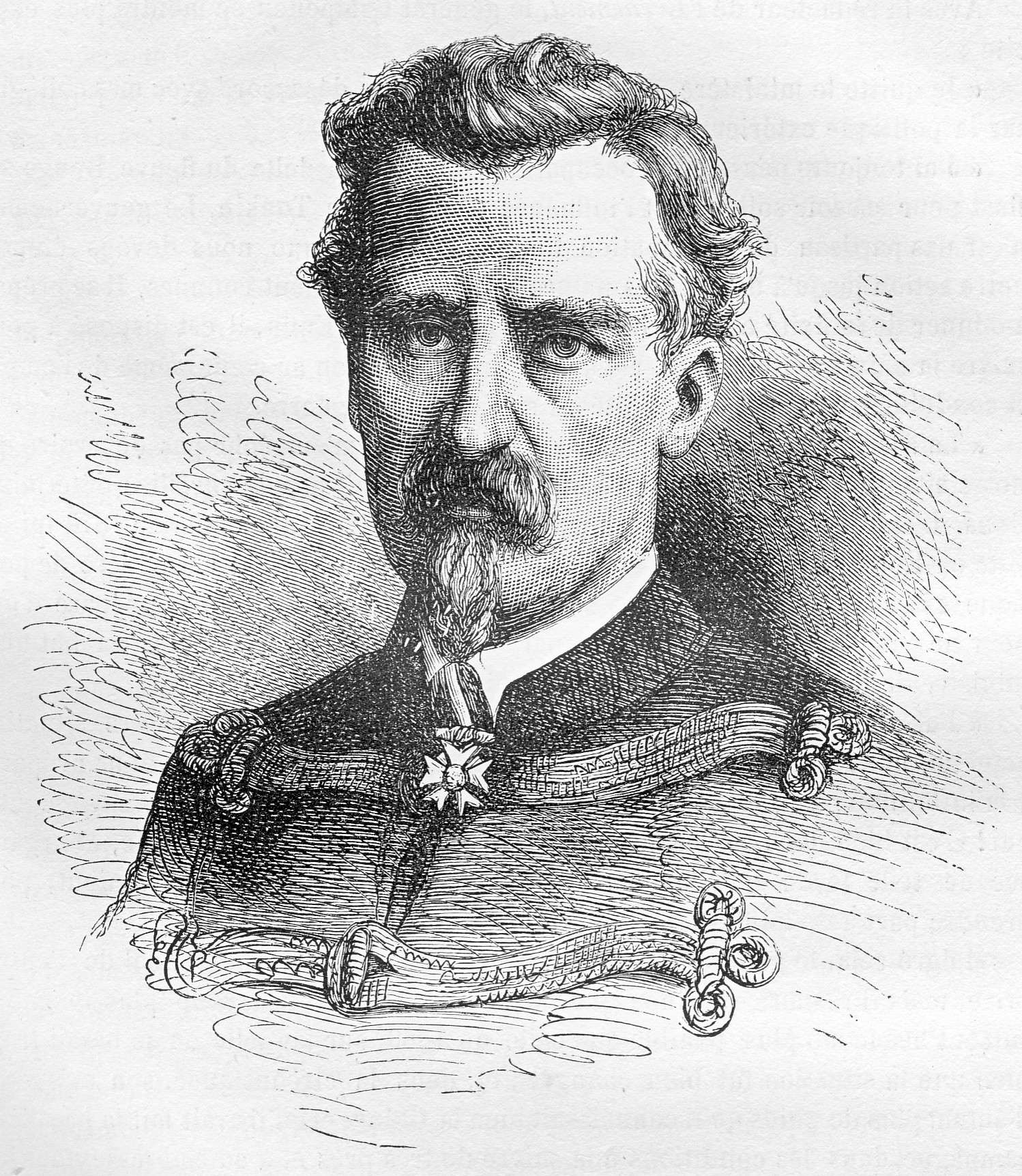
Il generale Lewal

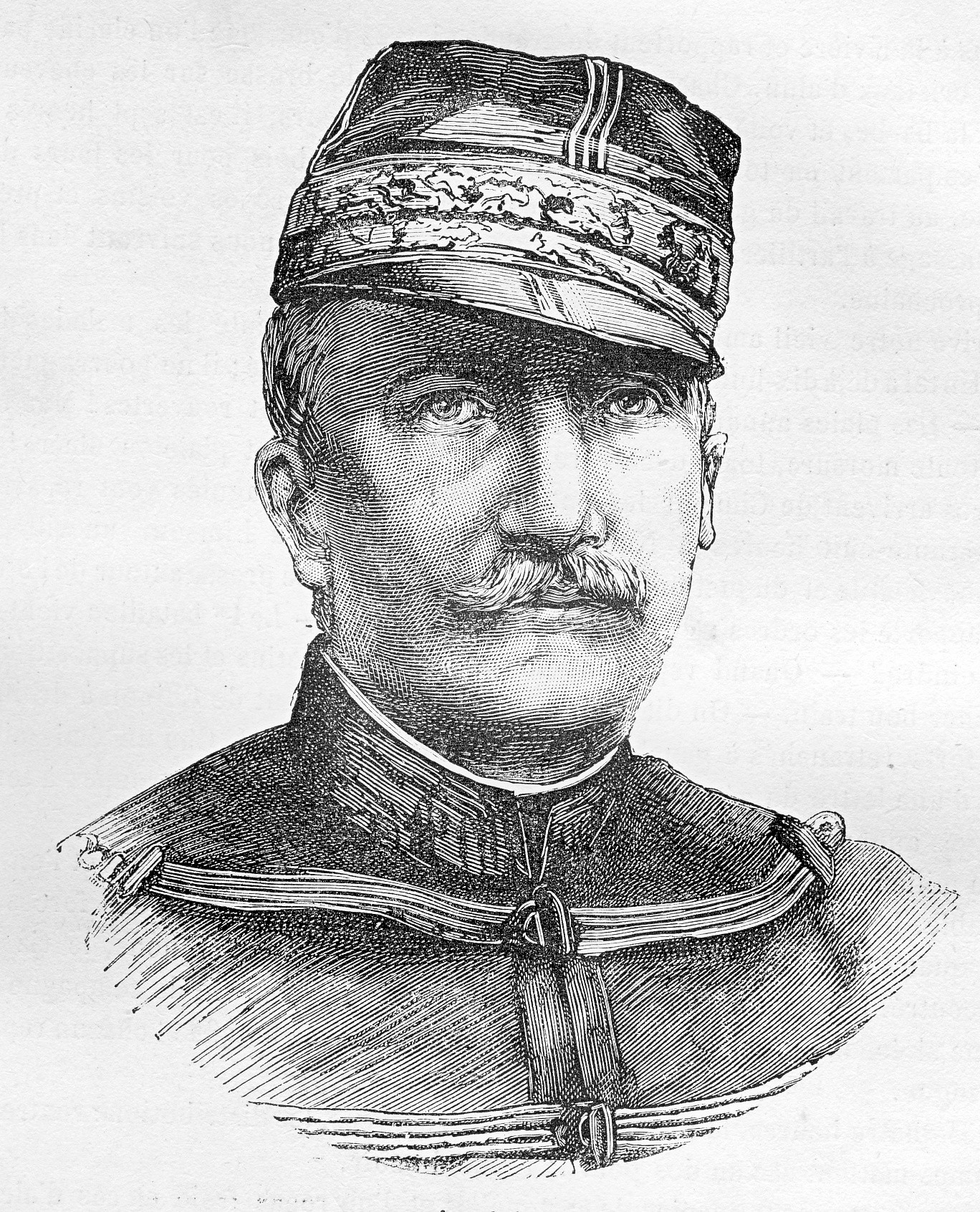
Il generale Campenon

La vittoria di de Nègrier a Núi Bop, ottenuta nonostante le probabilità sfavorevoli, fu considerata dai suoi colleghi ufficiali come il più spettacolare trionfo professionale della sua carriera. Eliminando l'Esercito del Guangxi da Núi Bop, de Nègrier eliminò una minaccia per il fianco destro francese e diede alla base francese di Chũ la possibilità di organizzare la grande campagna contro Lạng Sơn. Con il Forte Occidentale di Núi Bop in mano ai francesi, il corpo di spedizione poté utilizzare la pianura di Núi Bop per creare i grandi magazzini di cibo e munizioni che sarebbero stati necessari per la spedizione.
La strategia francese nel Tonchino era stata oggetto di un aspro dibattito alla Camera dei Deputati alla fine del dicembre 1884. Il ministro dell'esercito, il generale Jean-Baptiste-Marie Campenon, sosteneva che i francesi avrebbero dovuto consolidare la loro posizione sul Delta del Fiume Rosso. I suoi oppositori sostenevano invece la necessità di un'offensiva totale per cacciare i cinesi dal Tonchino settentrionale. Il dibattito culminò con le dimissioni di Campenon e la sua sostituzione come ministro dell'esercito con il generale Jules Lewal, un falco. Il 5 gennaio 1885, il giorno dopo la vittoria di de Nègrier a Núi Bop, Lewal ordinò a Brière de l'Isle di "catturare Lạng Sơn il prima possibile". Un mese dopo, concentrate le sue forze nella piana di Chũ, Brière de l'Isle lanciò la campagna di Lạng Sơn.